# Decorsea grandidieri
Decorsea grandidieri là một loài thực vật có hoa trong họ Đậu. Loài này được (Baill.) M.Peltier miêu tả khoa học đầu tiên.